# Монастырь Святого Силуана Афонского (Сен-Марс-де-Локене)
Монасты́рь свято́го Силуа́на Афо́нского (фр. Le Monastère Saint Silouane) — смешанный православный монастырь Архиепископии западноевропейских приходов русской традиции, расположенный в местечке Сен-Марс-де-Локене в департаменте Сарта во Франции. Был создан и до 2006 года находился в юрисдикции Московского Патриархата.

## История
Монастырь основан 1 августа 1990 года иеромонахом Симеоном (Коссеком), духовным сыном архимандрита Софрония (Сахарова), в местечке Сен-Марс-де-Локене, примерно в 200 км на юго-запад от Парижа и первоначально входил в состав Корсунской епархии Московского Патриархата.
Монастырь разместился в старой усадьбе, все здания которой требовали ремонта. Сначала это был старый сарай, превращённый в церковь, затем, постепенно, остальные здания, дом для монахов, ещё один — для монахинь, общие помещения: трапезная, кухня, библиотека, мастерские, приёмные места для гостей (пятнадцать комнат). В здании монахов была устроена крипта, посвященная Святой Троице, и воздвигнута небольшая деревянная колокольня. 
В 2007 году, получив отпускную грамоту от Московского патриархата (журнал № 68 от 21 августа 2007 года и журнал № 97 от 12 октября 2007 года), архимандрит Симеон и братия обители вошли в юрисдикцию Западноевропейского экзархата русских приходов.
В настоящее время обитель состоит из двух общин — мужской (три монаха) и женской (десять монахинь, из которых две находятся в затворе, и послушница).
В сентябре 2019 года монастырь вместе со своим настоятелем Симеоном (Коссеком) и правящим архиереем архиепископом Иоанном (Реннето) вернулся в юрисдикцию Московского патриархата.